# あせとせっけん
『あせとせっけん』は、山田金鉄による日本の漫画。『週刊Dモーニング』（講談社）にて2018年6月21日から連載を開始し、その後は『モーニング』（同社刊）に移籍して2019年44号から2021年6号まで連載された。
化粧品とバス用品を扱うメーカーを舞台に、重度の汗っかきであることがコンプレックスのOL・八重島麻子と、鋭敏な嗅覚を持つ青年・名取香太郎のやり取りを描くラブコメディ作品。初出となるのは2018年1月4日配信の「Dモーニング増刊 “最強ヒロイン”特集号」に掲載された同名の読み切り作品で、同作がアンケートで好評価を得たことからそのまま第1話として連載化された。
2019年に「みんなが選ぶTSUTAYAコミック大賞」で第2位を受賞。このほか、「第2回 電子書籍で読みたいマンガ大賞」で大賞、「次にくるマンガ大賞 2019」Web漫画部門で9位、「WEBマンガ総選挙 2019」で10位、「第3回 マンガ新聞大賞」で第2位、「このマンガがすごい! 2020」のオトコ編で17位、2020年には「全国書店員が選んだおすすめコミック 2020」で6位と、複数のメディアで評価されている。2021年、第45回講談社漫画賞総合部門にノミネートされた。2021年5月時点で累計発行部数は400万部を突破している。
2021年6月には、作者による最終回後の麻子と香太郎の避妊抜きの行為を細々と描いた公式18禁同人誌『こどもつくる本』の販売が、同人誌販売店や電子同人販売サイトで開始された。なお、本編でも直接的な性行為のシーンは何度も描かれてはいたが、何ページにもわたって細かく描かれたのは初である。

## あらすじ
女性から高い人気をもつ化粧品・バス用品メーカー「リリアドロップ」。同社の経理部に勤めるOL・八重島麻子は重度の汗っかきであることがコンプレックスで、制汗や消臭に気を使う日々を送っていた。そんな麻子はある日、同社の商品開発部に勤めるプランナー・名取香太郎から「君のにおいを嗅ぐとインスピレーションが湧く」と言われ、新商品開発のためにとにおいを嗅がれることとなる。当初は香太郎の行動に困惑してばかりの麻子だったが、自身を必要としてくれる様子から次第に惹かれていき、香太郎もまたにおいを通して麻子に惹かれ、2人はセックス後に交際を始める。

## 登場人物

### 主要人物
八重島麻子（やえしま あさこ）
主人公。リリアドロップ社経理部所属。1992年3月28日生まれ。身長156センチメートル。血液型O型。千葉県五街道市出身。
幼少期に汗っかきであることを理由に虐められた経験をもち、汗をかくことに強いコンプレックスを抱いている。自己評価が低く欲求や主張を表に出すこともあまりなかったが、香太郎と付き合うようになってから性の魅力を知り、どんどん性を解放するようになる。
名取香太郎（なとり こうたろう）
リリアドロップ社商品開発部所属。1988年10月1日生まれ。身長175センチメートル。血液型B型。埼玉県狭山市出身。
常人離れした嗅覚と香りの知識をもち、リリアドロップの売れ筋商品を数多く開発している。においフェチであり、特に気に入っている麻子のにおいに対する執着の強さは度々麻子のことを引かせている。宴会芸並みの運動オンチである。初デートでは自身初となる一晩で3回戦を行うことに成功した。

### リリアドロップ社員
一瀬こりす（いちせ こりす）
商品開発部所属の25歳の女性。新人時代に香太郎からOJTを受け、それ以降香太郎のアシスタントを務めながら異性として想いも寄せていた。関係が壊れることを恐れて告白できずにいたが、偶然麻子と香太郎の関係を知ったことから自身の気持ちを吐露し、恋を終わらせる。
涼村悠二（すずむら ゆうじ）
商品開発部所属で名取と同期で隣席の同僚。冷静沈黙ながら独自のノリの良さを合わせ持つメガネ兄貴である。名取の言動や服装に敏感でツッコミが鋭い。毎週末はダーツバーに訪れ、20のトリプルを出すプロ並みの腕を持つ。
松苗沙織（まつなえ さおり）
商品開発部所属で名取と同僚の33歳。通称「苗さん」。一瀬が名取に片想いしていたことを察していた。旦那の名は拓郎氏で25歳で結婚している。
椿嶺花（つばき れいか）
商品開発部化粧品部門のチーフ（第二企画室 室長）。ファッション誌に美容コラムを掲載し、香太郎もネクタイのコーディネートに悩んだ際にアドバイスを求めるなど、美容・ファッションに一目置かれている。
大蔵仁（おおくら じん）
リリアドロップ社の執行役員で経理部の部長も務める男性で麻子の上司。1男1女の子供がいる。
普段からオネエ言葉で話すことが特徴。部下である女性社員らの女子会にも度々参加するなど、性別にとらわれない振る舞いをする。麻子と香太郎の交際を最初に知った人物でもあり、麻子にとって良い相談者となっている。
坂下牧（さかした まき）
経理部所属で麻子の隣席の同僚。麻子の言動に察しが良く、そのことで女子会を開きたがる。彼氏とはゲーマー繋がりで付き合い同棲中。
三好依子（みよし よりこ）
経理部 事業経理課 課長で麻子の同僚。社内旅行の卓球大会で大蔵部長とコンビを組み優勝する。既婚で夫と10歳の息子がいる。

### 麻子の親族
八重島桂太（やえしま けいた）
麻子の弟で都内三田駅付近のイタリア料理店に勤める24歳の料理人。幼少期から自分を抑え込みがちな麻子のことを気にかけている。麻子から香太郎を紹介された際はその女慣れしていそうな風貌から強く警戒していたが、2人のやり取りから麻子に良い変化が起きていることを感じ取り、関係を認める。
八重島勝臣（やえしま かつおみ）
麻子と桂太の父親で千葉県五街道市の51歳。建築資材メーカーの営業部長をしている。妻ゆり子とは大学で先輩後輩の関係にあった。車が好きだが、現マイカーは妻ゆり子が主導で選んだ。
八重島ゆり子（やえしま ゆりこ）
麻子と桂太の母親で千葉県五街道在住の52歳。学生時代から夫勝臣からプロポーズを受け続け、社会人になった折に根負けし結婚した。26歳で麻子を出産する。

### 香太郎の親族
名取真太郎（なとり しんたろう）
香太郎の父親で埼玉県狭山市在住の58歳。親族で「名取園」という茶園を営む。
名取奏（なとり かなで）
香太郎の母親で埼玉県狭山市在住の54歳。学生のころに茶園にたたずむ真太郎の姿に一目惚れし、おしかけ女房で結婚した。柚香を産んだ後に視力を失うが、出来ないことが増えることを嫌がり、料理などの出来る範囲の主婦業は行う。
名取柚香（なとり ゆずか）
香太郎の妹で21歳の大学4年生。背が低く活動的なところが一瀬に似ている。現在就活生だが本命のアパレル業界の内定を貰っている。

## 賞歴・ノミネート
| 受賞年 | 賞                                 | 部門          | 対象           | 結果 |
| ------ | ---------------------------------- | ------------- | -------------- | ---- |
| 2019   | みんなが選ぶTSUTAYAコミック大賞    | －            | あせとせっけん | 2位  |
| 2019   | 電子書籍で読みたいマンガ大賞       | －            | あせとせっけん | 大賞 |
| 2019   | 次にくるマンガ大賞                 | WEBマンガ部門 | あせとせっけん | 9位  |
| 2019   | WEBマンガ総選挙                    | －            | あせとせっけん | 10位 |
| 2019   | マンガ新聞大賞                     | －            | あせとせっけん | 2位  |
| 2019   | このマンガがすごい！               | オトコ編      | あせとせっけん | 17位 |
| 2020   | 全国書店員が選んだおすすめコミック | －            | あせとせっけん | 6位  |

## 書誌情報
- 山田金鉄 『あせとせっけん』 講談社〈モーニングKC〉、全11巻
  1. 2018年10月10日発行（同日発売[講 1]）、ISBN 978-4-06-513342-2
  2. 2019年1月23日発行（同日発売[講 2]）、ISBN 978-4-06-514297-4
  3. 2019年4月23日発行（同日発売[講 3]）、ISBN 978-4-06-515186-0
  4. 2019年7月23日発行（同日発売[講 4]）、ISBN 978-4-06-516516-4
  5. 2019年10月23日発行（同日発売[講 5]）、ISBN 978-4-06-517224-7
    - 小冊子付き特装版 同日発行（同日発売[講 6]）、ISBN 978-4-06-517777-8

  6. 2020年1月23日発行（同日発売[講 7]）、ISBN 978-4-06-518208-6
    - 付箋ブック付き特装版 同日発行（同日発売[講 8]）、ISBN 978-4-06-518783-8

  7. 2020年4月23日発行（同日発売[講 9]）、ISBN 978-4-06-519205-4
    - 小冊子付き特装版 同日発行（同日発売[講 10]）、ISBN 978-4-06-519708-0

  8. 2020年7月20日発行（同日発売[講 11]）、ISBN 978-4-06-520281-4
    - 特製タオル付き特装版 同日発行（同日発売[講 12]）、ISBN 978-4-06-520364-4

  9. 2020年11月20日発行（同日発売[講 13]）、ISBN 978-4-06-520980-6
    - 小冊子付き特装版 同日発行（同日発売[講 14]）、ISBN 978-4-06-521127-4

  10. 2021年2月22日発行（同日発売[講 15]）、ISBN 978-4-06-522342-0
    - 小冊子付き特装版 同日発行（同日発売[講 16]）、ISBN 978-4-06-522341-3

  11. 2021年5月21日発行（同日発売[講 17]）、ISBN 978-4-06-523109-8
    - 小冊子＋結婚式招待状＆席次表付き超豪華特装版 同日発行（同日発売[講 18]）、ISBN 978-4-06-523274-3

## テレビドラマ
2022年2月4日（3日深夜）から4月1日（3月31日深夜）まで、毎日放送の深夜ドラマ枠「ドラマ特区」で放送。主演は佐藤寛太（劇団EXILE）と大原優乃。

### キャスト
名取香太郎（なとり こうたろう）〈29〉
演 - 佐藤寛太（劇団EXILE）
主人公。化粧品とバスメーカーの「リリアドロップ」商品開発部に勤務。
八重島麻子（やえしま あさこ）〈26〉
演 - 大原優乃（幼少期：大沼和奏）
「リリアドロップ」経理部で勤務。
一瀬こりす（いちせ こりす）〈25〉
演 - 工藤遥
「リリアドロップ」商品開発部で、アシスタントを務めている。
八重島桂太（やえしま けいた）〈24〉
演 - 杢代和人（原因は自分にある。）（幼少期：酒井智季）
麻子の弟。イタリアンレストランで働く料理人。
涼村悠二（すずむら ゆうじ）
演 - 大平修蔵
「リリアドロップ」商品開発部で働いており、香太郎やこりすとチームを組んでいる。
坂下牧（さかした まき）
演 - 中田絢千
麻子の経理部の同僚で、頼れるアネゴ。
橋谷修（はしたに おさむ）
演 - 森優作
麻子の同僚で、「リリアドロップ」経理部に所属している。
大蔵仁（おおくら じん）
演 - 池内万作
「リリアドロップ」経理部長で、麻子の直属の上司。

### スタッフ
- 原作 - 山田金鉄「あせとせっけん」（モーニングKC刊）
- 監督 - 渋江修平、熊谷祐紀
- 脚本 - モラル、井上テテ、池亀三太
- オープニング主題歌 - チョーキューメイ「3月の花嫁」[17]
- エンディング主題歌 - 天月-あまつき-「キミトユレル」[17]
- 音楽 - 近谷直之
- せっけん協力 - ペリカン石鹸[18]
- 制作プロダクション - ギークサイト
- 製作 - 「あせとせっけん」製作委員会、毎日放送

### 放送日程
| 話数   | 放送日   | 放送日       | 脚本     | 監督     |
| 話数   | 毎日放送 | テレビ神奈川 | 脚本     | 監督     |
| ------ | -------- | ------------ | -------- | -------- |
| 第1話  | 2月04日  | 2月03日      | モラル   | 渋江修平 |
| 第2話  | 2月11日  | 2月10日      | 井上テテ | 渋江修平 |
| 第3話  | 2月18日  | 2月17日      | 池亀三太 | 渋江修平 |
| 第4話  | 2月25日  | 2月24日      | モラル   | 渋江修平 |
| 第5話  | 3月04日  | 3月03日      | 井上テテ | 熊谷祐紀 |
| 第6話  | 3月11日  | 3月10日      | 池亀三太 | 熊谷祐紀 |
| 第7話  | 3月18日  | 3月17日      | モラル   | 渋江修平 |
| 第8話  | 3月25日  | 3月24日      | 井上テテ | 熊谷祐紀 |
| 最終話 | 4月01日  | 3月31日      | モラル   | 渋江修平 |

#### ネット局
| 放送期間               | 放送時間                     | 放送局       | 対象地域   | 備考              |
| ---------------------- | ---------------------------- | ------------ | ---------- | ----------------- |
| 2022年2月3日 - 3月31日 | 木曜 23:00 - 23:30           | テレビ神奈川 | 神奈川県   | 1時間59分先行放送 |
| 2022年2月4日 - 4月1日  | 金曜 0:59 - 1:29（木曜深夜） | 毎日放送     | 近畿広域圏 | 製作局            |
|                        | 金曜 23:00 - 23:30           | 千葉テレビ   | 千葉県     |                   |
| 2022年2月10日 - 4月7日 | 木曜 22:30 - 23:00           | とちぎテレビ | 栃木県     |                   |
|                        | 木曜 23:30 - 翌 0:00         | テレビ埼玉   | 埼玉県     |                   |
|                        |                              | 群馬テレビ   | 群馬県     |                   |

| 毎日放送 ドラマ特区 | 毎日放送 ドラマ特区 | 毎日放送 ドラマ特区 |
| 前番組              | 番組名              | 次番組              |
| ------------------- | ------------------- | ------------------- |
| たびくらげ探偵日記  | あせとせっけん      | モトカレ←リトライ   |